# Антуан Юбер
Антуан Юбер (фр. вимова: [ɑ̃twan ybɛʁ]; нар. 22 вересня 1996 — пом. 31 серпня 2019) — французький професійний автогонщик. Чемпіон серії GP3 2018 року.

## Кар'єра

### Картинг
Антуан Юбер народився 1996 року в Ліоні та почав свою кар'єру картингіста в 2006 році. У 2010 році він вперше виступив у CIK-FIA Karting Academy Trophy . У Чемпіонаті світу з картингу CIK-FIA «U18» 2011 та 2012 років він зайняв третє місце.

### Формула Renault
У 2013 році Юбер перейшов на гонки в болідах, приєднавшись до чемпіонату Франції F4 . Він виграв серію з першої спроби, завершивши сезон з одинадцятьма перемогами та двома подальшими фінішами подіумів.
У 2014 році він перестав виступати у Єврокубку Формули Рено 2.0 з Tech 1 Racing . Він закінчив сезон на п'ятнадцятомі місці, заробивши шість очок. Він також брав участь у Формулі Рено 2.0 Альпи як запрошений водій.
Протягом сезону 2015 року Антуан Юбер виступав Єврокубку та разом із Технологією 1. Він зайняв п'яте місце в чемпіонаті з перемогами у Сільверстоуні та Ле-Мані та ще п'ятьма подіумами до свого імені. Він також виступав у серії Альп, де виграв чотири з шести гонок, які він розпочав, і в двох інших гонках фінішував другим.

### Формула 3
У лютому 2016 року було підтверджено, що Юбер дебютує в Європейському чемпіонаті Формули-3, виступаючи за Van Amersfoort Racing . Він здобув свою першу перемогу Формули-3 у другій гонці на Norisring .

### Серія GP3
У листопаді 2016 року Юбер брав участь у післясезонних тестуваннях F3 за допомогою Гран-прі ART . У лютому 2017 року його запросили до АРТ для виступу в чемпіонаті 2017 року.

### Чемпіонат ФІА Формули-2
У листопаді 2018 року Антуан Юбер брав участь у післясезонному тесті F2 в Абу-Дабі разом з MP Motorsport. У січні 2019 року він приєднався до повноцінного забігу F2 разом з BWT Arden .

### Формула-1
У травні 2018 року Антуан Юбер став афілійованим водієм Renault Sport Academy . У 2019 році він отримав повну підтримку від Академії.

## Смерть
31 серпня 2019 року Антуан Юбер потрапив у серйозну аварію під час 17-го етапу серії «Формули-2» на трасі у Спа (Бельгія)
Через півтори години після госпіталізації до аварійного медичного центру він помер від отриманих травм..

## Рекорд гонок

### Підсумок кар'єри
| Сезон    | Серія                        | Команда              | Гонки | Перемоги | Поул-позишн | F / Кола | Подіуми | Очки              | Позиція |
| -------- | ---------------------------- | -------------------- | ----- | -------- | ----------- | -------- | ------- | ----------------- | ------- |
| 2013 рік | Чемпіонат Франції F4         | Автоспортна академія | 21    | 11       | 10          | 8        | 13      | 365               | 1-й     |
| 2014 рік | Eurocup Formula Renault 2.0  | Технологія 1 Гонки   | 14    | 0        | 0           | 0        | 0       | 30                | 15-й    |
| 2014 рік | Формула Renault 2.0 Альпи    | Технологія 1 Гонки   | 6     | 0        | 0           | 0        | 0       | Не застосовується | NC †    |
| 2015 рік | Eurocup Formula Renault 2.0  | Технологія 1 Гонки   | 17    | 2        | 2           | 2        | 7       | 172               | 5-й     |
| 2015 рік | Формула Renault 2.0 Альпи    | Технологія 1 Гонки   | 6     | 4        | 4           | 3        | 6       | Не застосовується | NC †    |
| 2016 рік | Чемпіонат Європи з Формули-3 | Ван Амерсфорт Гонки  | 30    | 1        | 1           | 1        | 3       | 160               | 8-й     |
| 2016 рік | Майстри Формули 3            | Ван Амерсфорт Гонки  | 1     | 0        | 0           | 0        | 0       | Не застосовується | 7-й     |
| 2016 рік | Гран-прі Макао               | Ван Амерсфорт Гонки  | 1     | 0        | 0           | 0        | 0       | Не застосовується | 13-й    |
| 2017 рік | Серія GP3                    | Гран-прі ART         | 15    | 0        | 0           | 4        | 4       | 123               | 4-й     |
| 2018 рік | Серія GP3                    | Гран-прі ART         | 18    | 2        | 2           | 4        | 11      | 214               | 1-й     |
| 2019 рік | Чемпіонат ФІА Формули-2      | BWT Arden            | 16    | 2        | 0           | 0        | 2       | 77                | 8-й *   |

† Оскільки Юбер був гостьовим водієм, він не мав права на очки чемпіонату. * На час останнього заїзду в сезоні.